# كيث جوزيف (لاعب كرة قدم أمريكية)
كيث جوزيف (بالإنجليزية: Keith Joseph)‏ هو لاعب كرة قدم أمريكية أمريكي، ولد في 9 ديسمبر 1981 في دالاس في الولايات المتحدة.

## وصلات خارجية
- كيث جوزيف على موقع مرجع كرة القدم المحترفة.كوم (الإنجليزية)